# Baldomero Sanín Cano
Baldomero Vladislao Sanín Cano (Rionegro, 27 de junio de 1861-Bogotá, 12 de mayo de 1957) fue un escritor, ensayista, periodista y diplomático colombiano, militante del Partido Liberal Colombiano.
Su actividad periodística le permitió contactos internacionales en el mundo político e intelectual español y argentino. Estuvo en Londres (1909) y posteriormente en 1922 en España. Profesor universitario, humanista, periodista y ensayista, se graduó de maestro en la Normal de Rionegro. Se convirtió en maestro de escuela en 1881 y de manera autodidacta continuó formándose. Aprendió ocho idiomas y fue traductor de obras y autores de otros países.
Fue colaborador de la revista Hispania (1912-1916) y redactor del diario La Nación de Buenos Aires, además de ministro plenipotenciario en la Argentina en 1934. De maestro de escuela en Antioquia, pasó a escribir en periódicos bogotanos (La Luz y La Nación, paradójicamente "nuñistas", pues es contra Núnez que escribirá una de sus primeras críticas literarias). Recibe el "Premio Stalin de la Paz" y con tal motivo le hacen un homenaje en Popayán, en febrero de 1954 bajo la dictadura de Rojas Pinilla. Varios políticos e intelectuales asistieron para darle reconocimiento.  
Hablaba con fluidez en inglés, francés e italiano, podía leer sin ayuda el alemán y tenía grandes conocimientos del latín y el griego. 
Miembro de la Academia Colombiana de la Lengua, se desempeñó como diplomático en Europa nombrado por la Sociedad de las Naciones (antecesora de la ONU) para asuntos culturales. Dedicado a actividades comerciales y diplomáticas, vivió por muchos años en Inglaterra y en Argentina. Tuvo amistad de largo tiempo con José Eustasio Rivera, autor de la novela La Vorágine y con muchos otros escritores de renombre.  
Escribe y publica unos detallados análisis de la obra de los escritores colombianos Rafael Pombo y Jorge Isaacs. Por estos y muchos otros ensayos de ese estilo, se le considera uno de los fundadores de la crítica literaria en Colombia. Es considerado uno de los pensadores colombianos más destacados del siglo XX. Humanista comprometido, destacó también por la defensa de los derechos de las mujeres.

## Biografía
Baldomero Sanín nació en Rionegro, Estado Soberano de Antioquia, el 27 de junio de 1861, en un hogar de artesanos y educadores de clase media. Dos años después de su nacimiento se dio la sanción de la Constitución de 1863, y según narró él mismo, recordaba los acontecimientos, ya que pese a ser pequeño, vivía en la región durante las sesiones de la constituyente.
El 14 de abril de 1908, el presidente Rafael Reyes lo nombró Ministro de Hacienda y Tesoro, en calidad de encargado, hasta el 28 de mayo de ese año. En 1909 salió de Colombia rumbo a Londres, en encargo diplomático del general Reyes, quien se vio obligado a renunciar días después.
En Londres, Sanín trabajó como corresponsal de guerra, cubriendo la Primera Guerra Mundial. Posteriormente pasó a España, y luego se trasladó a Argentina, donde comenzó a trabajar como periodista para el diario La Nación de Buenos Aires,

### Activismo
En los medios de comunicación fueron constantes sus debates y reflexiones sobre imperialismo, nacionalismo, regímenes totalitarios, racismo o rivalidades culturales. Sanín consideraba que la exclusión de la mujer tenía su origen en el judeocristianismo que había creado el mito de la mujer pecadora:

"Esas ideas han tenido a la mujer en posición social inferior al hombre durante seis mil años de civilización judaica y cristiana" que continúa aún dominando a los "pueblos políticamente más débiles" y culturalmente "oscuros".

En 1922, fue nombrado embajador en España por el presidente Pedro Nel Ospina. En 1927 señaló en su ensayo-discurso Evaluación social de la mujer:  La cultura de un pueblo se mide en la participación que la mujer tenga en los destinos de ese pueblo.
En 1928 defendió en la prensa junto a la también periodista, educadora y activista feminista Georgina Fletcher el proyecto de Ley sobre "los derechos civiles de la mujer colombiana" que finalmente fue presentado en el Congreso el 6 de mayo por el senador liberal Absalón Fernández de Soto, debatido sin votación por falta de quórum provocado por la retirada de una mayoría de senadores conservadores opuestos al proyecto.
En su ensayo "Los irresistibles" critica los puntos de vista políticos de quienes se opusieron al proyecto de ley criticando también las afirmaciones de que facilitar el acceso de las mujeres a las mismas profesiones ejercidas por los hombres tendría como consecuencia un deterioro de las costumbres. Sanín Cano sugirió que en naciones donde la mujer intervenía en campos como el servicio civil gubernamental, la medicina, las leyes y la educación influía en otros aspectos con su inteligencia y correspondía a la mujer decidir si se dedicaba al estudio para satisfacer sus deseos de conocimiento o para mejorar sus condiciones de vida.
Gracias a su trabajo en La Nación, en 1933 el presidente Enrique Olaya Herrera lo nombró embajador ante Argentina. Fue confirmado por los sucesores de Olaya, Alfonso López Pumarejo (1934-1938), y Eduardo Santos (1938-1940), hasta que este último nombró embajador al conservador Roberto Urdaneta. Durante los últimos años de su cargo, Sanín fue testigo de como Argentina tomó partido a favor del Eje, postura a la que Colombia no se adhirió por la política de neutralidad del gobierno Santos.
De regreso a Colombia, en 1941, Sanín fue designado rector de la Universidad del Cauca e inició una larga colaboración con el diario El Tiempo. Entre 1952 y 1955 regresó a la rectoría de la Universidad del Cauca.
Baldomero Sanín falleció en Bogotá, el 12 de mayo de 1957, próximo a cumplir los 96 años, víctima de un síncope cardiaco. Como dato curioso, falleció dos (2) días después de la renuncia del presidente Gustavo Rojas Pinilla.

## Homenajes
En su funeral, hablaron los máximos representantes de los partidos tradicionales: Alberto Lleras Camargo por el liberalismo y Guillermo León Valencia por los conservadores. Sus restos actualmente se encuentran en el cementerio de la ciudad de Rionegro (Antioquia, Colombia).

## Obras publicadas
- Administración Reyes (1904-1909) (1909)
- An Elementary Spanish Grammar (1918)
- A Key to An Elementary Spanish Grammar (1920)
- La civilización manual y otros ensayos (1925)
- Indagaciones e imágenes (1926)
- Crítica y arte (1932)
- Divagaciones filosóficas y apólogos literarios (1934)
- Ensayos (1942)
- Letras colombianas (1944)
- De mi vida y otras vidas (1949)
- Tipos, obras, ideas (1949)
- El humanismo y el progreso del hombre (1955)
- Pesadumbre de la belleza y otros ensayos y apólogos (1957)

| Predecesor: José Camacho Carreño | Embajador de Colombia en Argentina 1933 - 1940 | Sucesor: Roberto Urdaneta Arbeláez |